# Thomas Christiansen
Thomas Christiansen Tarín (Hadsund, 11 de marzo de 1973) es un exfutbolista y entrenador español de origen danés. Actualmente dirige a la selección de Panamá.

## Trayectoria como jugador

#### Inicios
Thomas Christiansen nació en Dinamarca, hijo de padre danés y madre española. Este hecho propició que tuviera doble nacionalidad y marcó, en cierta forma, su carrera futbolística. Comenzó jugando en las categorías inferiores de varios equipos del área de su Copenhague natal, como el Avedøre IF, Brøndby IF, Hvidovre IF y B93, donde comenzó a llamar la atención de los ojeadores de importantes equipos. En 1991, con dieciocho años de edad fue fichado por el F. C. Barcelona. Por aquel entonces el número de jugadores extranjeros que podían jugar en los equipos españoles estaba limitado a un máximo de tres, por lo que la doble nacionalidad de Christiansen le permitía no ocupar plaza de extranjero. Christiansen comenzó la temporada 1991-92 en el F. C. Barcelona "B", equipo que se encontraba en aquel momento en la Segunda División.

#### Carrera en España
En la temporada 1991-92 jugó veinte partidos y marcó cuatro goles en la Segunda División, donde su equipo alcanzó la quinta plaza. Su eclosión llegó en la campaña siguiente, la 1992-93, cuando cuajó excelentes actuaciones en el Barcelona "B" y alcanzó la internacionalidad absoluta con España, a pesar de estar jugando en la categoría de plata. Christiansen llegó a despertar un gran interés mediático a principios de 1993 y se especuló sobre cuándo tendría un hueco en el primer equipo del Barcelona. A pesar de la presión de los medios de comunicación, Johan Cruyff consideró que no tenía todavía cabida, por lo que se optó por ceder a Christiansen a un equipo de la Primera División: el Real Sporting de Gijón.
Christiansen llegó al Sporting de Gijón justo para disputar el tramo final de la Liga. Debutó en la máxima categoría el 7 de marzo de 1993 y llegó a disputar diez partidos en lo que restaba de temporada con los sportinguistas, marcando seis goles. El Sporting acabó la temporada en la decimotercera posición y el papel de Christiansen fue bastante bueno. En la temporada 1993-94 Cruyff siguió sin hacer hueco en la primera plantilla a Christiansen, que se vio obligado a volver al filial de Segunda División. Por ello, tuvo que aceptar una nueva cesión invernal para tener minutos en la Primera División, esta vez en el C. A. Osasuna, donde llegó en diciembre a mitad de temporada. Con los navarros jugó catorce partidos y marcó un solo gol. Osasuna acabó la temporada en último lugar y acabó descendiendo a la categoría de plata. En la 1994-95 fue de nuevo cedido a otro equipo de la Primera División española, el Real Racing Club de Santander, y para toda la temporada. Con el Racing no fue titular en la delantera del equipo, totalizando quince partidos y un solo gol.
En 1995 retornó por segunda vez al Barcelona "B", tras sus dos últimas cesiones en las que había tenido un papel más bien discreto. Viendo que el jugador no había progresado tal y como se esperaba, el club catalán decidió desprenderse de él en el mercado invernal de la campaña 1995-96 y lo traspasó al Real Oviedo. A pesar de haber pertenecido al Barcelona durante cuatro temporadas y media, no llegó a debutar con este equipo en partido oficial. En el Real Oviedo, Christiansen cuajó una buena campaña 1995-96, donde solo jugó a partir de su llegada en enero al club totalizando dieciséis partidos y cinco goles. En la siguiente temporada, la 1996-97, jugó treinta y un partidos de Liga, pero casi todos ellos como suplente y jugando unos pocos minutos. Aquella temporada no llegó a marcar ningún gol. Comenzó la campaña 1997-98 de nuevo con el Real Oviedo, pero abandonó el club al poco de comenzar la Liga, en octubre, y fichó por el Villarreal C. F. de la Segunda División.
En Villarreal, Christiansen permaneció dos temporadas. En la primera de ellas jugó veintidós partidos y marcó cinco goles, siendo uno de los artífices del histórico primer ascenso del Villarreal a la Primera División. En su segunda temporada fue suplente de Manolo Alfaro y Gheorghe Craioveanu, jugando diecinueve partidos y marcando un solo gol. El Villarreal descendió aquella temporada a Segunda División y eso supuso la despedida de Christensen de la máxima categoría del fútbol español, en la que totalizó 108 partidos y doce goles.
Abandonó el Villarreal en 1999 y fichó por un equipo de la Segunda División B, el Terrassa F. C. A mitad de temporada abandonó el club y fichó, a su vez, por un equipo de la Primera División griega, el Panionios NFC, donde llegó en enero de 2000 y acabó la temporada.

#### Carrera en Alemania
Tras su paso por la Liga griega y su breve regreso a Dinamarca, donde jugó en el modesto Herfølge Boldklub durante media campaña, Christiansen fichó en 2001 por el VfL Bochum, un modesto equipo de la Bundesliga. En la temporada 2001-02, vivió con el Bochum el descenso de categoría; sin embargo, en la siguiente temporada recuperó la categoría siendo una pieza fundamental del equipo al marcar diecisiete goles. En la temporada 2002-03, Christiansen vivió la más exitosa campaña de su carrera, al marcar veintiún goles en la Bundesliga con el Bochum, compartiendo el título de máximo goleador con el brasileño Giovane Élber.
Debido a esta excelente actuación, en junio de 2003 fue fichado por un equipo más potente, el Hannover 96, a cambio de 2,5 millones de euros. Sin embargo, Christiansen tuvo en sus campañas con el Hannover 96 mala suerte con las lesiones, debiendo pasar por el quirófano para una operación de tobillo en una ocasión y habiéndose roto en dos ocasiones la tibia de la pierna derecha. Debido a ello, anunció su retirada al finalizar la temporada 2005-06. Como jugador de la Bundesliga llegó a disputar 101 partidos en la máxima categoría en los que anotó treinta y cuatro goles.

## Trayectoria como entrenador

#### Primeros pasos y AEK
Christiansen comenzó su carrera en los Emiratos Árabes Unidos, como parte del cuerpo técnico de Luis Milla en el Al-Jazira, llegando en febrero de 2013 y saliendo en octubre ya que este último fue despedido. A finales de abril de 2014 fue nombrado entrenador del AEK Larnaca en la Primera División de Chipre, tras haber sido propuesto para el puesto por su excompañero del Barcelona B Xavier Roca, quien actuaba como director de fútbol; en sus dos primeras temporadas, los llevó a los mejores subcampeonatos consecutivos de la liga.
También durante la campaña 2015-16, Christiansen dirigió a su equipo a la la tercera ronda de clasificación de la Liga Europea de la UEFA, perdiendo 4-0 en el global ante el Bordeaux.

#### APOEL
El 21 de mayo de 2016, después de dos temporadas exitosas, pasó a dirigir al APOEL de Nicosia, firmando un contrato de un año a partir del 1 de junio. El 2 de agosto, eliminó al Rosenborg 4-1 en el global de la tercera ronda de clasificación de la Liga de Campeones de la UEFA, siendo eliminado en la siguiente ronda por el Copenhague y, finalmente, alcanzar la etapa de octavos de final en la Europa League por primera vez en su historia.
Christiansen ganó su primer título de entrenador en 2017 después de conquistar la Liga de Chipre, perdiendo solo dos juegos durante la temporada y teniendo el mejor récord defensivo con 27 porterías a cero. También alcanzó la final de la copa nacional, perdió 1-0 ante el Apollon Limassol. El 25 de mayo se celebró una reunión entre club y entrenador, y posteriormente ambos decidieron separarse.

#### Leeds United
El 15 de junio de 2017, se anunció su contratación para dirigir al Leeds United de la English Football League Championship. Fue designado por el nuevo propietario Andrea Radrizzani para reemplazar a Garry Monk, y el club anunció que querían "designar a alguien que pueda ayudarnos a crear una cultura ganadora en el club y unir a todos los conectados con Leeds United, de los jugadores a la afición". Cuatro días después, se reveló que lo acompañarían el asistente Julio Bañuelos, el preparador físico Iván Torres y el entrenador de porteros Marcos Abad.
Fue destituido del cargo el 5 de febrero de 2018, después de una mala racha de resultados y con el equipo décimo en la tabla.

#### Union SG
En julio de 2019 se anunció su contratación por el Union Saint-Gilloise de la Segunda División de Bélgica. En marzo de 2020, fue rescindido su contrato debido a la suspensión de la liga por la pandemia de COVID-19.

#### Selección de Panamá
El 22 de julio de 2020 fue elegido por la Federación Panameña de Fútbol como el técnico de la Selección de Panamá con miras a la Copa Mundial de Fútbol de 2022, en la cual finalizó en quinto lugar del Octogonal final y no logró conseguir la clasificación al mundial. A pesar de esto, el 14 de junio de 2022 la Federación Panameña de Fútbol confirmó su renovación hasta junio de 2026.En la Copa Oro 2023, llegó a la final donde perdieron ante México por 1-0.Un año más tarde, el seleccionado americano logró una histórica clasificación a los cuartos de final de la Copa América 2024 donde luego cayeron ante Colombia por 5-0.

## Selección nacional
La doble nacionalidad de Thomas Christiansen le permitía ser seleccionado tanto por Dinamarca como por España. Aunque jugó en algunas de las categorías inferiores de la selección danesa, formó parte de la selección española sub-21 que alcanzó las semifinales de la Eurocopa de 1994 y su internacionalidad absoluta llegó asimismo con España: fue alineado en dos ocasiones y anotó un gol.
En enero de 1993, el seleccionador español Javier Clemente sorprendió a todo el mundo anunciando la convocatoria de Christiansen para un partido amistoso de la selección española. Esta convocatoria fue causa de una importante polémica, ya que en aquel momento Christiansen era un jugador casi desconocido de diecinueve años que militaba en Segunda División y que ni siquiera había debutado en Primera. Christiansen fue el primer jugador en alcanzar la internacionalidad española absoluta militando en el F. C. Barcelona "B" y uno de los pocos que lo ha hecho jugando en la categoría de plata.
La convocatoria de Christiansen obedeció a una maniobra de Clemente y de la Federación Española que, viendo el potencial del jugador, optaron por asegurarse una futura internacionalidad española del delantero, anticipándose a Dinamarca en su convocatoria. Esto se debía a la norma de la FIFA de esos años que, en casos de doble nacionalidad, obligaba a un jugador a permanecer fiel a la selección con la que debutó en categoría absoluta.
Disputó su primer encuentro en Las Palmas de Gran Canaria, el 27 de enero de 1993, ante México. Volvió a ser llamado para jugar un partido clasificatorio para el Mundial de Estados Unidos 1994 disputado en Sevilla el día 24 de febrero contra Lituania. Christiansen marcó el cuarto gol en una victoria española por 5-0.

## Clubes

### Como jugador
| Club                   | País      | Año       |
| ---------------------- | --------- | --------- |
| F. C. Barcelona "B"    | España    | 1991-1992 |
| Real Sporting de Gijón | España    | 1993      |
| F. C. Barcelona "B"    | España    | 1993      |
| C.A. Osasuna           | España    | 1993      |
| F. C. Barcelona "B"    | España    | 1994      |
| Racing de Santander    | España    | 1994-1995 |
| F. C. Barcelona "B"    | España    | 1995      |
| F. C. Barcelona        | España    | 1995-1996 |
| Real Oviedo            | España    | 1996-1997 |
| Villarreal C.F.        | España    | 1997-1999 |
| Terrassa F. C.         | España    | 1999-2000 |
| Panionios NFC          | Grecia    | 2000      |
| Herfølge Boldklub      | Dinamarca | 2000-2001 |
| VfL Bochum             | Alemania  | 2001-2003 |
| Hannover 96            | Alemania  | 2003-2006 |

### Como Segundo Entrenador
| Club      | País                   | Año  | Segundo de |
| --------- | ---------------------- | ---- | ---------- |
| Al-Jazira | Emiratos Árabes Unidos | 2013 | Luis Milla |

### Como entrenador
Datos actualizados al 6 de julio de 2024.
| Equipo               | País       | Año           | PJ  | PG  | PE | PP | Efectividad |
| -------------------- | ---------- | ------------- | --- | --- | -- | -- | ----------- |
| AEK Larnaca          | Chipre     | 2014-2016     | 68  | 40  | 14 | 14 | 65.69%      |
| APOEL de Nicosia     | Chipre     | 2016-2017     | 52  | 31  | 10 | 11 | 66.03%      |
| Leeds United F. C.   | Inglaterra | 2017-2018     | 35  | 15  | 6  | 14 | 48.57%      |
| Union Saint-Gilloise | Bélgica    | 2019-2020     | 31  | 13  | 12 | 6  | 54.84%      |
| Selección de Panamá  | Panamá     | 2020-presente | 64  | 31  | 15 | 18 | 56.25%      |
| Total                | Total      | Total         | 250 | 130 | 57 | 63 | 59.6%       |

## Palmarés

### Como jugador

#### Campeonatos internacionales
| Título              | Club            | Sede      | Año  |
| ------------------- | --------------- | --------- | ---- |
| Supercopa de Europa | F. C. Barcelona | Barcelona | 1992 |

### Como entrenador

#### Campeonatos nacionales
| Título                     | Club          | País   | Año     |
| -------------------------- | ------------- | ------ | ------- |
| Primera División de Chipre | APOEL Nicosia | Chipre | 2016-17 |

### Distinciones individuales
| Distinción                       | Año  |
| -------------------------------- | ---- |
| Máximo goleador de la Bundesliga | 2003 |